# الجمعية الأمريكية لجراحي الأسنان
الجمعية الأمريكية لجراحي الأسنان (بالإنجليزيّة: American Society of Dental Surgeons) أو اختصارًا (ASDS) تأسست كأول منظمة وطنية لـجراحي طب الأسنان في الولايات المتحدة الأمريكية. سبقها تأسيس جمعية جراحي الأسنان في مدينة وولاية نيويورك عقب اتحاد خمسة عشر طبيب أسنان في مدينة نيويورك في الثالث من ديسمبر عام 1834. بعد ست سنوات، في اجتماع عُقد في منزل سوليمان براون في 17 بارك بليس في مدينة نيويورك في العاشر من أغسطس لعام 1840، قام تشابين أ. هاريس بتقديم اقتراح "تشكيل جمعية وطنية"، وكان له دورًا حاسمًا في تأسيسها.